# David Lyall
Pour les articles homonymes, voir Lyall.
David Lyall (Auchenblae (Kincardineshire), 1er juin 1817-Cheltenham, 2 mars 1895) est un naturaliste, médecin et explorateur britannique.

## Biographie
Il fait des études de médecine à Aberdeen, obtient son diplôme de chirurgie au Royal College of Surgeons of Edinburgh (en), entre dans la Royal Navy et s'engage comme médecin sur un baleinier à destination du Groenland. En 1839, James Clark Ross le choisit comme chirurgien en second et botaniste du Terror de Francis Crozier, pour son expédition en Antarctique.
Il constitue pendant le voyage une collection de plus de 1 500 spécimens, dont de nombreuses variétés d'algues et une flore des îles Kerguelen.
Après des voyages en Méditerranée et en Nouvelle-Zélande, il repart en 1852 pour le Groenland à bord de l'Assistance d'Edward Belcher à la recherche de l'expédition Franklin.
Il effectue aussi des missions en mer Baltique et dans les montagnes Rocheuses et organise plus tard l'installation de ses collections au jardins botaniques royaux de Kew, non loin de Londres.
Il était un grand ami de Joseph Dalton Hooker, lui aussi explorateur et botaniste britannique.

## Hommage
L'espèce Lyallia kerguelensis a été nommée en son honneur par Joseph Hooker.